# Шаповаленко Микола Андрійович
Мико́ла Андрі́йович Шапова́ленко  (* 1910, Калинівка, Херсонська губернія, Російська імперія — 1982, Одеса) — радянський архітектор родом з с. Калинівка на Одещині, закінчив Одеський Будівельний Інститут (1935) і викладав у ньому (1935 — 1941).
У 1929 р. вступив до живописному факультетуі Політехнікуму (1929—1930), перевівся на архітектурний факультет Одеського будівельного інституту (1930). Після закінчення нституту працював в архітектурних майстернях при міському житловому будівельному управлінні. Прийнятий у члени Одеської організації Спілки архітекторів (1936). За наказом Одеського облвиконкому був переведений до облпроекту (1937).
На початку німецько-радянської війни призваний у робітничий батальйон (липень 1941), у зв'язку з хворобою
легенів, направлений в м. Одесу на інші роботи (вересень 1941). Під час окупації працював на вапняних печах. Вступив до підпільної антинацистської організації інженерно-технічних працівників Одеського обкому КП(б)У, яка діяла протягом окупаційного періоду (1942—1944). Після вигнання з Одеси німецько-румунських окупантів, з 1944 р. працював в Одеськой філії «Діпроміста» головним архітектором, потім — головним архітектором Облпроекту. Член правління Одеського відділення Спілки архітекторів та голова
житлової секції (1957—1975).
Працював головним архітектором та керівником творчого колективу з реставрації Одеського оперного театру, керівником архітектурної майстерні (1968—1971). Автор багатьох архітектурних проектів у містах Одесі, Миколаєві, Донецьку, зокрема Одеський технологічний інститут (1935), амбулаторія інституту ім. В. П. Філатова (1948), Одеський аеровокзал (1959), Палац спорту (1965—1969), район м. Одеси «Таїровський» (1966—1967) та ін.
На республіканських конкурсах отримував почесні грамоти, ІІ та ІІІ премії, срібну медаль (1963, за будівлю аеровокзалу). Нагороди: орден Трудового Червоного Прапора, медалі «За доблесну працю», «В ознаменування 100-річчя з дня народження Володимира Ілліча Леніна», «Ветеран праці». За бойові заслуги в роки Великої Вітчизняної війни нагороджений медалями «За бойові заслуги», «20 років перемоги у Великій Вітчизняній війні 1941—1945 рр.», «30 років перемоги у Великій Вітчизняній війні 1941—1945 рр.», «60 років Збройних Сил СРСР», «Партизан міста-героя Одеси. 1941—1944 рр.».
Головні будови в Одесі (всі у співпраці з іншими): хімічний корпус Технологічного Інституту (1935), амбуляторія Інституту очних захворювань ім. Філатова (1953), аеровокзал (1961), житловий район «Південний Захід» (з 1967). У Миколаєві та Дзержинському палаци культури (1950); планування курорту Кароліно-Бугаз на Одещині (1963) та ін.
Микола Андрійович помер 14 лютого 1983 року. Був похований на Другому християнському кладовищі.